# Höhenmessgerät

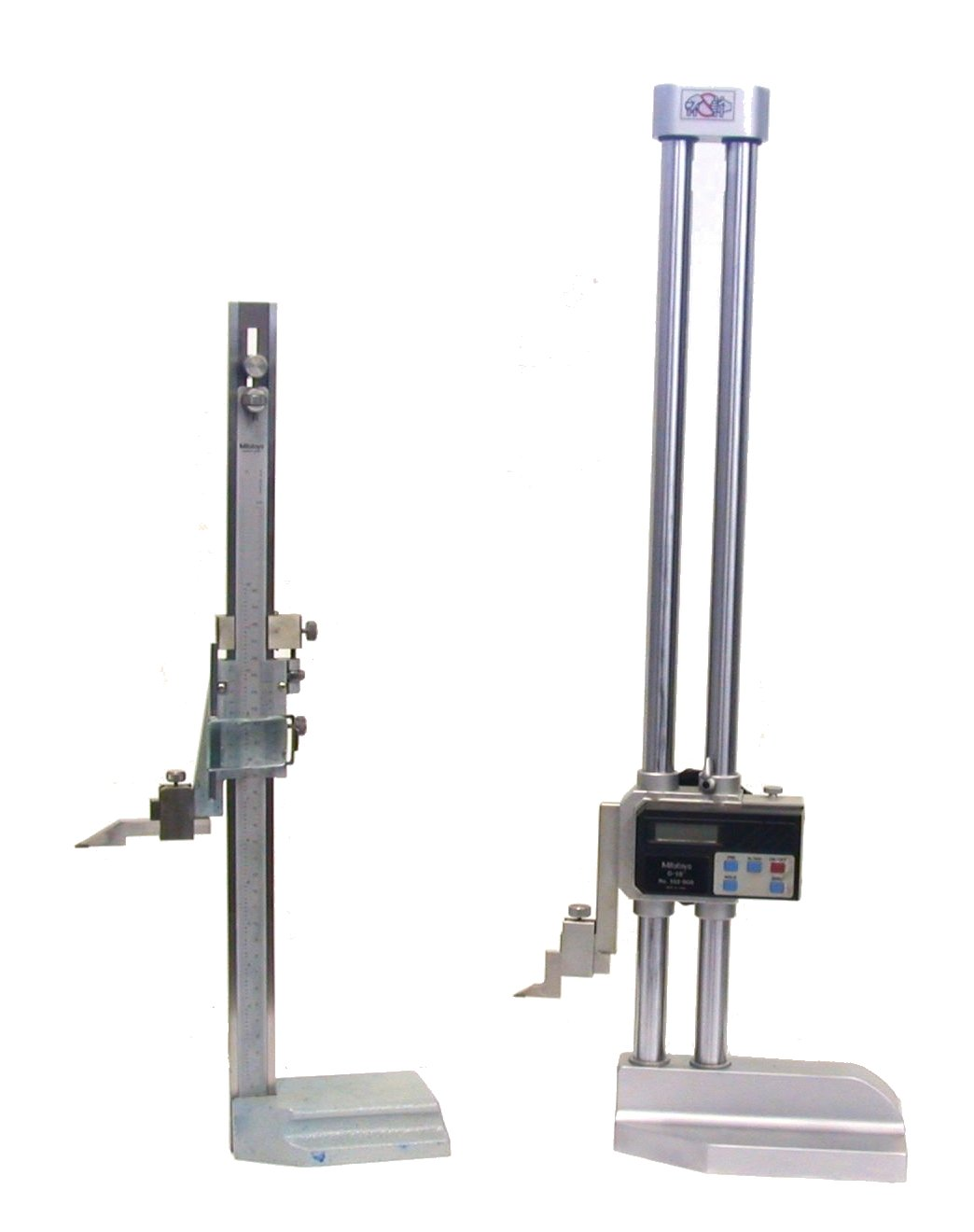
Das linke Höhenmessgerät verfügt über einen Nonius, während das rechte eine elektronische Digitalanzeige hat

Ein Höhenmessgerät ist ein Messgerät, das entweder zur Bestimmung der Höhe von Objekten oder zur Markierung von zu bearbeitenden Gegenständen verwendet wird.
Diese Messwerkzeuge werden in der Metallbearbeitung oder Metrologie verwendet, um vertikale Abstände einzustellen oder zu messen. Der geschärfte Zeiger kann bei der Markierung von Werkstücken als Reißnadel fungieren.
Prinzipiell ähnliche Geräte mit reduzierter Genauigkeit werden in Gesundheitseinrichtungen (Krankenhäuser, Arztpraxen) eingesetzt, um die Körpergröße von Patienten zu messen und in dem Zusammenhang als Stadiometer bezeichnet.
Mit Höhenmessgeräten kann auch die Messung der Höhe eines Objekts erfolgen, indem die Unterseite der Reißnadel als Bezug verwendet wird. Der Bezugspunkt kann dauerhaft fixiert sein oder das Höhenmessgerät kann über eine Einrichtung zur Justage der Skala verfügen. Letzteres erfolgt durch Verschieben der Skala senkrecht entlang des Körpers des Höhenmessgerätes durch Drehen einer feinen Vorschubspindel an der Oberseite des Messgerätes. Wird dann die Reißnadel auf das gleiche Niveau wie die Basis gesetzt, kann die Skala auf sie abgestimmt werden. Dies ermöglicht die Verwendung verschiedener Reißnadeln oder Messköpfe, sowie die Justage bei Fehlern durch einen beschädigten oder nachgeschliffenen Messkopf.
Im Werkzeugraum werden ein Höhenmessgerät und ein Flächenmesser darüber unterschieden, dass ein Höhenmessgerät einen Messkopf hat (Nonius, Zahnstange mit Zifferblatt oder Glasmaßstab mit Digitalanzeige), während ein Flächenmesser nur über eine Reißnadel verfügt. Beide werden typischerweise auf einer Oberflächenplatte verwendet und haben eine schwere Basis mit einer exakten flachen, glatten Unterseite.